# Raf Van den Abeele
Raf Van den Abeele (Sint-Martens-Latem, 28 juli 1919 – aldaar, 21 maart 2008) was een Belgisch politicus.
Hij was een kleinzoon van de kunstschilder en vroegere burgemeester Albijn Van den Abeele van dezelfde Oost-Vlaamse gemeente. Hij was tevens de schoonbroer van de laatste burgemeester van Deurle, Antoon de Pesseroey, van wie de echtgenoten zusters waren. Van den Abeele was burgemeester in de Leie-gemeente Sint-Martens-Latem van 1965 tot 1980.
Van den Abeele was bekend als historicus en heemkundige en actief in culturele kringen.